# 上蒂利拉赫
上蒂利拉赫是奥地利蒂罗尔州利恩茨县的一个市镇。总面积65.13平方公里，总人口752人，人口密度11.5人/平方公里（2005年）。